# Johan Reinhold Sahlberg
Pour les articles homonymes, voir Sahlberg.
Johan Reinhold Sahlberg (dit John Sahlberg), né le 6 juin 1845 à Helsingfors (grand-duché de Finlande, lié à l'Empire russe) et mort le 8 mai 1920 dans cette même ville, est un entomologiste et botaniste suédophone de Finlande qui s'est surtout spécialisé dans l'étude des coléoptères et des hémiptères. C'est le fils de l'entomologiste Reinhold Ferdinand Sahlberg (1811-1874), le petit-fils de l'entomologiste Carl Reinhold Sahlberg (1774-1860) et le père de Uunio Saalas (1882-1969), entomologiste et professeur.

## Biographie
Issu d'une lignée distinguée d'entomologistes, Johan Reinhold Sahlberg entre en 1865 à l'université impériale Alexandre (où son grand-père a enseigné autrefois). Il reçoit son grade de magister philosophiæ en 1869 et son titre de dozent en zoologie en 1871. Il est professeur extraordinaire de l'université Alexandre de 1883 à 1918, où il forme de futurs entomologistes qui marquent l'enseignement de l'histoire naturelle en Finlande.
Il effectue de nombreuses expéditions à travers la Finlande pour étudier la faune des insectes, ainsi qu'en Carélie, en mer Blanche (1869), en Laponie (1870), au nord-ouest de la Sibérie (1876), ainsi qu'en Suède et en Norvège (1879). Il fait un grand voyage en Méditerranée en 1894, se rend en Italie, à Corfou et en Palestine et atteint les régions transcaspiennes qu'il explore en 1895-1896. Il visite la Tunisie et l'Algérie en 1898-1899, puis fait un voyage en 1903-1904 en Égypte, Syrie et Asie mineure avec Constantin Ahnger (1855-1942). Son dernier voyage d'importance a lieu en 1906 en Dalmatie et en Herzégovine.
Ses nombreuses collections se trouvent aujourd'hui au musée d'histoire naturelle de Finlande.
Son épouse Augusta Teresia Wilhelmina Werving (dite Mimmi) (1845-1925), botaniste amateur et première femme membre de la Societas pro Fauna et Flora Fennica, l'accompagne régulièrement dans ses expéditions et inventorie la flore.

## Quelques publications
- (sv) 1871. Öfversigt af Finlands och den Skandinaviska halföns Cicadariae, lire en ligne
- (sv) 1871. « Entomologiska anteckningar fran en resa i sydöstra Karelen sommaren 1866 ». Notiser ur Sällskapets pro Fauna et Flora Fennica 11: 327–384
- (la) 1873-1889. Enumeratio Coleopterorum Fenniae I–V
- (sv) 1878-1880. Bidrag till nordvestra Sibiriens insektfauna. I. Hemiptera. II. Coleoptera
- (la) 1881. Enumeratio Hemipterorum Gymnoceratorum Fenniae.
- (sv) 1883. « En ny finsk art af Capsidslägtet Atractotomus ». Meddelanden af Societas pro Fauna et Flora Fennica, 9: 94-95.
- (sv) 1886. « En ny finsk art af slägtet Scymnus ». Meddelanden af Societas pro Fauna et Flora Fennica, 13: 156–158, lire en ligne.
- (la) 1900. Catalogus Coleopterorum faunae fennicae geographicus.
- (la) 1908. « Coleoptera mediterranea et rosso-asiatica nova et minus cognita, maxima ex parte itineribus annis 1895–1896, 1898–1899 et 1903–1904 collecta ». Öfversigt af Finska Vetenskaps-Societetens Förhandlingar 50(7): 1–94.
- (la) 1913. « Coleoptera mediterranea orientalia, quae in Aegypto, Palaestina, Syria, Caramania atque in Anatolia occidentali anno 1904 collegerunt John Sahlberg et Unio Saalas ». Öfversigt af Finska Vetenskaps-Societetens Förhandlingar, 55A(19): 1–281.

## Quelques taxons créés par J. Sahlberg
- Hemiptera, Auchenorrhyncha, Aphrophoridae
  - Peuceptyelus Sahlberg, 1871
- Hemiptera, Auchenorrhyncha, Cicadellidae
  - Bathysmatophorus Sahlberg, 1871
  - Cicadula flori (Sahlberg, 1871)
  - Cicadula nigricornis (Sahlberg, 1871)
  - Doratura Sahlberg, 1871
  - Eupelicini Sahlberg, 1871
  - Limotettix (Limotettix) Sahlberg, 1871
  - Macropsis infuscata (Sahlberg, 1871)
  - Oncopsis subangulata Sahlberg 1871
  - Wagneriala minima (Sahlberg, 1871)
- Hemiptera, Auchennorrhyncha, Delphacidae
  - Calligypona Sahlberg, 1871
  - Criomorphus borealis (Sahlberg, 1871)
  - Delphacodes alpina (Sahlberg, 1871)
  - Delphacodes axillaris (Sahlberg, 1876)
  - Delphacodes flavipennis (Sahlberg, 1871)
  - Delphacodes haglundi (Sahlberg, 1871)
  - Delphacodes lucticolor (Sahlberg, 1868)
  - Javesella alpina (Sahlberg, 1871)
  - Kelisia vittipennis (Sahlberg, 1868)
  - Megadelphax haglundi (Sahlberg, 1871)
  - Paraliburnia clypealis (Sahlberg, 1871)
- Hemiptera, Heteroptera, Aradidae
  - Aradus angularis J.Sahlberg, 1886
- Hemiptera Heteroptera, Corixidae
  - Sigara longipalis (J. Sahlberg, 1878)
- Hemiptera, Heteroptera, Dipsocoridae
  - Pachycoleus pusillimum (J.Sahlberg, 1870)
- Hemiptera, Heteroptera, Miridae
  - Closterotomus samojedorum (J.Sahlberg, 1878)
  - Dicyphus stachydis J. Sahlberg, 1878
  - Orthotylus (Labopidea) artemisiae J. Sahlberg, 1878
  - Orthotylus (Labopidea) discolor J. Sahlberg, 1878
- Hemiptera, Heteroptera, Nabidae
  - Nabis (Dolichonabis) nigrovittatus J. Sahlberg, 1878
- Hemiptera, Heteroptera, Saldidae
  - Calacanthia alpicola (J. Sahlberg, 1880)
  - Chiloxanthus arcticus (J. Sahlberg, 1878)
  - Macrosaldula rivularia (Sahlberg, 1878)
  - Saldula fucicola (Sahlberg, 1871)
- Coleoptera, Anthicidae
  - Anthicus globipennis quercicola J.Sahlberg, 1913
- Coleoptera, Carabidae
  - Anthracus basanicus J.Sahlberg, 1908
  - Bembidion (Omoperyphus) caricum J.Sahlberg, 1908
  - Bembidion (Philochthus) judaicum J.Sahlberg, 1908
  - Dicheirotrichus (Trichocellus) angustulus J.Sahlberg, 1880
  - Dromius (Dromius) angusticollis J.Sahlberg, 1880
  - Microlestes vittipennis J.Sahlberg, 1908
  - Poecilus (Derus) samojedorum (J.Sahlberg, 1880)
  - Pterostichus (Petrophilus) abnormis (J.Sahlberg, 1880)
  - Pterostichus sublaevis (J.Sahlberg, 1880)
  - Tachys centralis J.Sahlberg, 1900
- Coleoptera, Chrysomelidae
  - Cheilotoma fulvicollis Sahlberg, 1913
- Coleoptera, Cicindelinae
  - Calomera aulicoides (J.R. Sahlberg, 1913)
- Coleoptera, Ciidae
  - Orthocis linearis (J.R. Sahlberg, 1901)
- Coleoptera, Coccinellidae
  - Exochomus cedri (Sahlberg, 1913)
  - Nephus fenestratus (Sahlberg, 1913)
  - Nephus sinuatomaculatus (Sahlberg, 1913)
  - Scymnus fennicus Sahlberg, 1886
  - Scymnus suffrianioides (Sahlberg, 1913)
  - Tetrabrachys gibbosus (Sahlberg, 1913)
  - Tetrabrachys insculptus (Sahlberg, 1913)
- Coleoptera, Cybocephalidae
  - Cybocephalus amplus (J.R. Sahlberg, 1908)
  - Cybocephalus seminulum aenescens (J. Sahlberg, 1908)
  - Theticephalus nigriceps nigriceps (J. Sahlberg, 1908)
- Coleoptera, Dytiscidae
  - Agabus thomsoni (Sahlberg, 1871)
  - Helophorus bergrothi Sahlberg, 1880
- Coleoptera, Haliplidae
  - Haliplus figuratus J. Sahlberg, 1908
  - Haliplus samojedorum J. Sahlberg, 1880
- Coleoptera, Helophoridae
  - Helophorus splendidus J.Sahlberg, 1880
- Coleoptera, Histeridae
  - Saprinus (Saprinus) submarginatus J. Sahlberg, 1913
- Coleoptera, Hydraenidae
  - Micragasma J. Sahlberg, 1900
  - Micragasma paradoxus J. Sahlberg, 1900
  - Ochthebius (Cheilochthebius) cupricollis J. Sahlberg, 1903
  - Ochthebius evanescens J. Sahlberg, 1875
- Coleoptera, Latridiidae
  - Corticaria polypodi J.R. Sahlberg, 1900
- Coleoptera, Leiodidae
  - Nargus taborensis J.R. Sahlberg, 1908
- Coleoptera, Melandryidae
  - Zilora elongata J.Sahlberg, 1881
- Coleoptera, Nitidulidae
  - Boragogethes mandibularis (J.Sahlberg, 1913)
- Coleoptera, Pythidae
  - Pytho abieticola J. Sahlberg, 1875
- Coleoptera, Staphylinidae
  - Acanthoglossa longipennis (J. Sahlberg, 1908)
  - Aleochara diversa (J. Sahlberg, 1876)
  - Anthobium frigidum (J. Sahlberg, 1880)
  - Bryophacis maklini (J. Sahlberg, 1871)
  - Encephalus (Encephalus) angusticollis Sahlberg, 1880
  - Eurylophus Sahlberg, 1876
  - Faronus planipennis J.Sahlberg, 1908
  - Megarthrus nigrinus Sahlberg, 1876
  - Nordenskioldia Sahlberg, 1880
  - Phymatura Sahlberg, 1876
  - Quedius (Raphirus) jenisseensis Sahlberg, 1880
  - Rabigus ocaleoides (Sahlberg, 1908)
  - Schistoglossa drusilloides (J. Sahlberg, 1876)
  - Stenus bilineatus J.Sahlberg, 1871
  - Stenus (Nestus) confusus J.Sahlberg, 1876
  - Stenus fasciculatus Sahlberg, 1871
  - Stenus sibiricus Sahlberg, 1880
  - Tachyporus corpulentus J. Sahlberg, 1876
  - Thinobiini Sahlberg, 1876
- Coleoptera, Tenebrionidae
  - Blaps inflatipennis (J. R. Sahlberg, 1908)
  - Cabirutus cavimanus J. R. Sahlberg, 1908
  - Cabirutus cilicicus J. R. Sahlberg, 1908
  - Cabirutus elongatus (J. R. Sahlberg, 1908)
  - Cabirutus thoracicus (J. R. Sahlberg, 1908)
  - Cyclodinus basanicus (Sahlberg, 1913)
  - Mycetochara hirta J. R. Sahlberg, 1908
  - Nalassus phaeacus  (J. R. Sahlberg, 1903)
  - Odocnemis moabitica (J. R. Sahlberg, 1908)
  - Pedinus dilaticollis J. R. Sahlberg, 1908
  - Platynosum zacheus J. R. Sahlberg, 1908
  - Stenosis dianae J. R. Sahlberg, 1908
  - Stenosis esau J. R. Sahlberg, 1908
  - Stricticollis ampliatus Sahlberg, 1913
  - Zilora elongata J. R. Sahlberg, 1881
- Orthoptera, Tetrigidae
  - Tetrix tenuicornis (Sahlberg, 1891)

## Taxons nommés en hommage
Des taxons ont été nommés en son hommage, tels que : 
- Somatochlora salhbergi (Odonata, Corduliidae)[6]

## Source
- (sv) Cet article est partiellement ou en totalité issu de l’article de Wikipédia en suédois intitulé « John Sahlberg » (voir la liste des auteurs).